# کنراد هتل

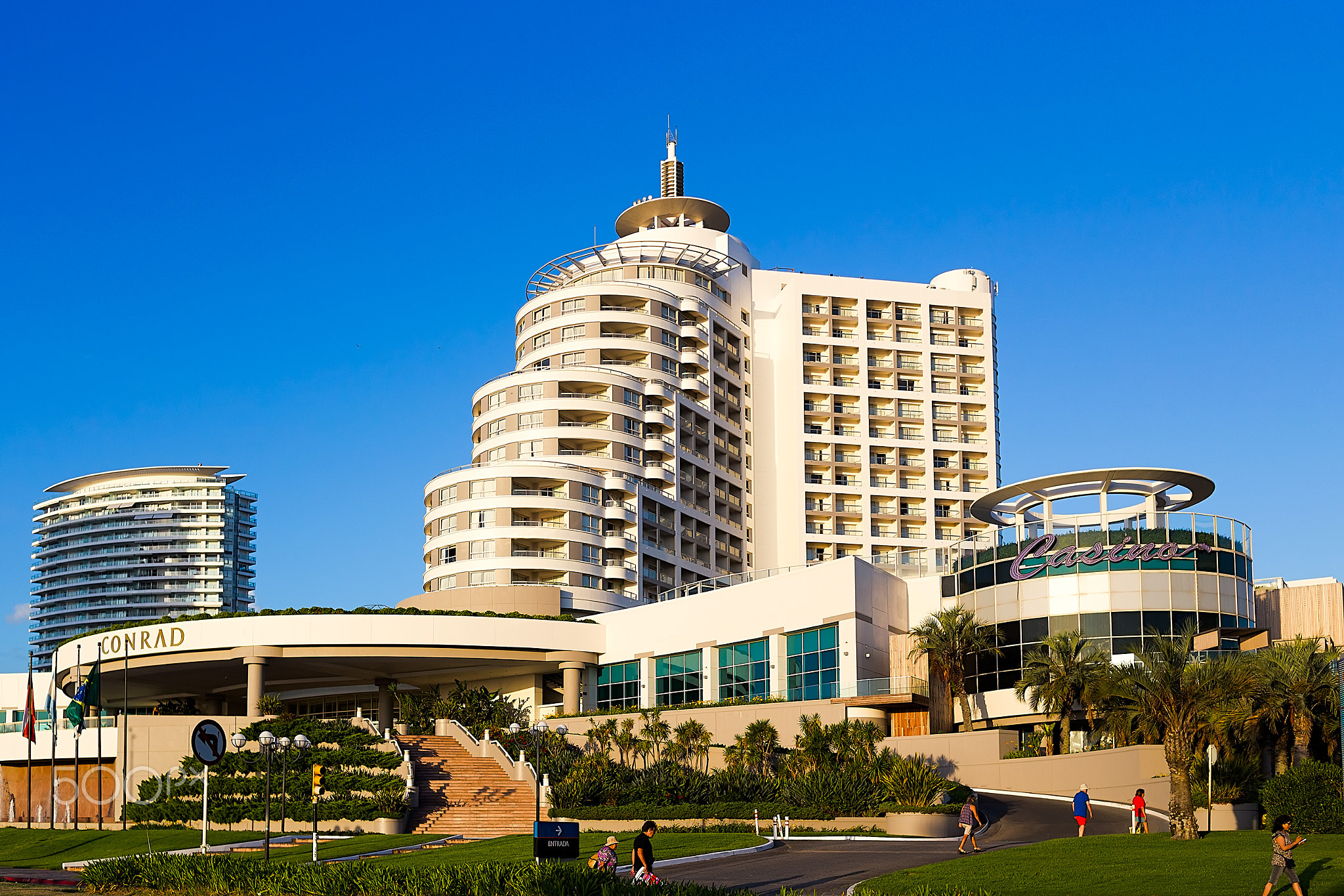
کنراد هتل شعبه پونتا دل استه

کنراد هتل، (به انگلیسی: Conrad Hotel) شرکت مدیریت هتل‌های لوکس آمریکایی است، که در زمینه ارائه خدمات گردشگری و هتلداری فعالیت می‌کند و کلیه سهام آن، متعلق به هیلتون ورلدواید می‌باشد.
گروه هتل‌های کنراد در سال ۱۹۸۵ توسط بارون هیلتون فرزند کنراد هیلتون راه‌اندازی شد و در حال حاضر دارای ۲۳ شعبه در کشورهای ایالات متحده آمریکا، چین، هنگ کنگ، هند، امارات متحده عربی، عربستان سعودی، مالدیو، تایلند، سنگاپور، ایرلند، ترکیه، پرتغال، مصر، آفریقای جنوبی، ژاپن و کره جنوبی می‌باشد.